# 古天樂
古天樂（英語：Louis Koo Tin Lok，1970年10月21日—），暱稱古仔，籍貫廣東中山，香港男演員及歌手，擔任現屆香港演藝人協會會長及香港電影工作者總會會長。1995年，古天樂憑《神鵰俠侶》中「楊過」一角而廣為人知。2001年，主演电视剧《尋秦記》大受歡迎。其後，他將工作重心放入電影，演出《黑社會以和為貴》、《竊聽風雲》、《毒戰》等多部具有國際影響力的電影，成為近年香港電影代表性男演員。2013年，創立天下一電影製作有限公司。由2014年至2018年，連續五年擔任香港國際電影節大使。2018年1月，古天樂被推選為新任香港演藝人協會主席。同年憑《殺破狼·貪狼》獲得香港电影金像奖最佳男主角獎項。2021年3月，被推選為新任香港電影工作者總會會長。2021年4月，獲頒授香港演藝學院榮譽院士。2021年12月，續任香港演藝人協會會長。2023年3月，續任香港電影工作者總會會長。

## 背景

### 早年生活
古天樂是廣東中山人，出生於香港。父親古振光曾是粵語片演員，藝名高峰，後曾於英皇金融公司任職，亦有經營自家服裝店生意。母親為李綺雯。他小時候居住在何文田太平道一帶。古天樂為家中長子，下有一個弟弟。幼稚園及小學就讀於九龍聖德肋撒英文學校（至1981年小三年級）。其後因配合較佳校網而轉讀合一堂學校（1981年小四至1984年小六下午校），中學就讀於迦密中學（1984年中一至1987年中三）；後於1987年至1989年間在當時新校迦密主恩中學就讀中四和中五年級（校方安排1987年迦密中學中三學生轉到迦密主恩中學升讀高中），他是該校1987年開校第一批入讀的學生以及1989年中五畢業生。
少年時，古天樂曾涉及搶劫案件，結果被法庭定罪而被判入懲教署勵敬懲教所服刑22個月。他在入行後未提及此事，1994年被媒體爆出后，對公眾承認此事。

### 電視事業
古天樂進入娛樂圈前曾擔任模特兒經理人，後期兼任模特兒並拍攝了一些廣告以及多位歌手的卡拉OK伴唱帶。在一次協助無綫電視（TVB）拍攝香港小姐選美比賽廣告的工作後，TVB製作人勸說他進入TVB擔任藝員，古天樂未同意。一年後，古天樂所在公司倒閉，此時正巧TVB再次發出邀請，於是1993年古天樂簽約無綫電視成為全經理人合約藝人，正式加入娛樂圈。1994年，著名歌手、演員張國榮在吳君如、黃偉文的電台訪問中表示，在新人中，他看好古天樂在電影方面的發展。張國榮曾向黃百鳴推薦古天樂出演電影《夜半歌聲》中韋青一角，但後因無綫電視需古天樂檔期拍攝電視劇而未能成事。
1994年，古天樂初登螢幕演出無綫電視劇《婚姻物語》並擔任男配角，由於外型突出而嶄露頭角。1995年，無綫監制李添勝啓用古天樂擔綱出演由金庸小說改編的武俠劇《神鵰俠侶》，此前僅在三部時裝劇中出演配角的古天樂演活了「楊過」一角，此劇熱播為他在華語地區奠定了深厚的觀眾基礎。1995年與劉愷威、古巨基、吳家樂、何遠恆組成九十年代無綫“新五虎”。1996年演出商戰劇《天地男兒》。1997年演出根據古龍小說改編的武俠劇《圓月彎刀》等。1997年後，轉型出演《美味天王》、《廉政追緝令》等時裝劇，其中愛情輕喜劇《寵物情緣》、消防職業劇《烈火雄心》獲得觀眾熱烈反應，與羅嘉良奠定其一線男演員位置。
及至1999年，古天樂以《刑事偵緝檔案IV》中飾演的徐飛警长一角而獲得無綫電視「本年度我最喜愛的男主角」一獎，是迄今為止最年輕的TVB視帝（得獎時年齡為29歲）。2000年，以商戰劇《創世紀II天地有情》中的大反派張自力而獲得「本年度我最喜愛的電視角色」一獎。2001年，以穿越劇《尋秦記》中的項少龍再次獲得無綫電視「本年度我最喜愛的男主角」及「本年度我最喜愛的電視角色」兩個獎項。拍攝完《尋秦記》后，古天樂離開無綫電視，轉向電影圈發展。目前古天樂與無綫還有一部電視劇的合約，他也曾表示有合適的劇本會考慮再次拍劇。

### 電影事業
1994年，古天樂在其第一部電影《重案實錄O記》中出演配角。1997年起出演《陰陽路》系列鬼片，隨後通過健身及曬黑皮膚轉換形象，開始出演警匪動作片。1999年，他出演葉偉信導演的《爆裂刑警》，影片入圍亞太影展。并在杜琪峯監制、赵崇基执导的文藝片《甜言蜜語》中演繹屋村啞巴少年一角。同年連同首部參演三級片《新家法》、《龍在邊緣》、《夜叉》等共有9部電影上映。2001年至2004年，古天樂簽約中國星電影公司，主演《絕世好Bra》、《我家有一隻河東獅》、《乾柴烈火》、《百年好合》等喜劇片，票房理想。其中，在2003年，古天樂嘗試幕後工作，擔任電影《豪情》監制。
2004年，他在杜琪峯導演的勵志運動電影《柔道龍虎榜》中飾演酗酒、失明的前柔道高手，影片於第61屆威尼斯影展非競賽單元展映。2005年其參演導演的《黑社會》入圍第58屆康城影展主競賽單元。2006年，《黑社會以和為貴》于第59屆康城影展非競賽單元展映。同年參與陳木勝導演的成龍動作喜劇電影《寶貝計劃》和出演愛情文藝片《生日快樂》。
古天樂於2007年迎來兩個獎項提名 ─ 憑爾冬陞導演的《門徒》中吸毒者的角色提名香港電影金像獎最佳男配角及台灣電影金馬獎最佳男配角，同年《鐵三角》於第60屆康城影展非競賽單元展映。2008年，他出演陳木勝導演的動作片《保持通話》。2009年，在張艾嘉導演的文藝片《一個好爸爸》中飾演因女兒而改變自己的黑社會龍頭，並從青年演到中年，憑此片首度提名香港電影金像獎最佳男主角及台灣電影金馬獎最佳男主角。在鄭保瑞導演的懸疑片《意外》中飾演縝密多疑的殺手集團主腦，影片入圍第66屆威尼斯影展主競賽單元。
後來於2010年，古天樂凭麥兆輝、莊文強導演的警匪片《竊聽風雲》中底层中年警察角色提名香港電影評論學會大獎最佳男演員。同年與天馬電影公司簽訂電影合約，此後演出了天馬電影公司出品的「喜事」系列賀歲片及《反貪風暴》系列電影。2012年在杜琪峯導演的警匪片《毒戰》中飾演不擇手段求生的販毒制毒者。此片在國內外獲得普遍贊譽。他於2014年憑陳木勝導演的電影《掃毒》提名香港電影金像獎最佳男主角。同年出演作品《竊聽風雲3》、《單身男女2》以及《逃出生天3D》之外，亦擔任電影《豪情3D》監製。2016年，在奇幻喜劇《脫皮爸爸》中飾演失意導演，影片入圍第29屆東京國際影展主競賽單元。
2017年，古天樂拍摄硬動作片《殺破狼·貪狼》，動作場面親身上陣。並憑該片榮獲第12屆亞洲電影大獎最佳男主角，首膺影帝。同年，他亦憑《殺破狼·貪狼》榮獲香港電影導演會年度大獎最佳男主角以及第37屆香港電影金像獎最佳男主角奬。2019年，夥拍梁家輝和林家棟2個電影《黑社會》班底合作拍攝電影《追龍II：賊王》。
除了幕前演出外，古天樂還擔任电影制作人。他於2012年参与投資電影《掃毒》、《逃出生天3D》等。2013年創立天下一電影公司，至2022年已参与投資、製作包括《五個小孩的校長》、《迷城》、《陀地驅魔人》、《使徒行者》、《明日戰記》、《翠絲》、《逆流大叔》、《犯罪現場》、《尋秦記》、《媽媽的神奇小子》、《低壓槽》、《一家人大戰機械人》、《九龍城寨之圍城》等36部電影。

### 歌唱事業
古天樂曾於2000年至2004年間發行四張唱片，部分歌曲為其主演電視劇、電影的主題曲或插曲，經典歌曲有《男朋友》、《像我這一種男人》、《天命最高》、《今期流行》、 《Mr.Cool》等。2006年為百事可樂廣告錄制單曲《藍色的緣分》。2016年張國榮誕辰60週年之際，古天樂與古巨基翻唱張國榮名曲《當年情》以表懷念。
2018年，古天樂接受麥浚龍的邀請，與謝安琪合唱《(一個男人) 一個女人 和浴室》，而此曲入圍叱咤樂壇流行榜頒獎典禮2018「我最喜愛的歌曲」最後五強，古天樂更憑半首歌曲奪得該年度的「我最喜愛的男歌手」。2019年更為電影《掃毒2天地對決》和劉德華獻唱主题曲「兄弟不懷疑」。2021年再為電影G風暴和張智霖、宣萱、謝天華、張繼聰、張建聲、夏嫣、陳靜、栢天男合唱「講不出再見」。

### 其他經歷
2002年，古天樂於台灣出版自傳《尋樂記》。從2002年起，古天樂開始在個人網站發佈周記。2005年，古天樂為中國大陸媒體《南方都市報》撰寫專欄。2006年，古天樂為《太陽報》撰專欄。從2006年12月起至今，古天樂每日都於個人網站更新博客文章。2008年，古天樂出版個人收藏玩具心路及心得的書籍《玩具大戰》。2008年起，古天樂開始將個人網站博文延後一天轉載至新浪博客。2012年起，開始將新浪博客內容轉載至新浪微博。2016年，古天樂開通Facebook及Instagram。
設計方面，古天樂曾擔任眼鏡設計師，有個人品牌哥拓普（Level Nine），皇家樂園（Zero X），LK（Louis Koo）。此外也曾參與其代言的"飛亞達"手錶攝影師系列、書籍《玩具大戰》、個人網站、公司logo等設計。
在2014年至2018年間，他連續五年出任香港國際電影節大使。2015年进入香港短片竞赛及国际短片展“鲜浪潮”董事局。2018年1月被推选為新任香港演藝人協會會長。到了2021年3月16日被選為新任香港電影工作者總會會長。

### 慈善工作
2007年，古天樂獲聯合國兒童基金會（UNICEF）委任為「聯合國兒童基金大使（中國香港委員會）」。2008年，古天樂宣佈新書《玩具大戰》義賣善款將撥捐給聯合國兒童基金會，並以大使身份至四川大地震災區及尼泊爾探訪。
2009年，成立“古天樂慈善基金”。根據“慈恩基金會”網站，截至2017年，“古天樂慈善基金”通過“慈恩基金会”先後在貴州、甘肅、廣西等地協助當地政府（當地政府匹配資金）建立97座小學教学楼或宿舍楼，18间卫生室、750眼水窖、1項小水利工程。古天樂並未對媒體主動宣揚此事，而是陸續有網友在家鄉發現以其命名的小學，公佈在社交媒體，粉絲整理了建校名單，逐漸在網絡引起熱議，2012年媒體跟進報道。
2020年，因2019冠狀病毒病疫情關係，導致整個電影業都陷入停工的狀態。政府雖然曾推出兩輪「防疫抗疫基金」措施，卻未能及時惠及香港電影工作者。所以作為香港演藝人協會會長的古天樂，便於4月27日發起「香港電影工作者疫境支援計劃」向基層電影工作者發放援助金，每人最多可獲$9000。在短短個多月，古天樂已籌得近3,900萬，由6月2日開始陸續發放援助金給有需要人士。

## 軼事

### 興趣愛好
古天樂是「星球大戰」系列電影的粉絲，最喜愛人物為「黑武士」Darth Vader，故在個人網站中以「DV」自稱。
古天樂在沙田火炭工業區有一個私人玩具倉，珍藏了多款《星球大戰》、《蜘蛛俠》、《變形金剛》、《鐵甲奇俠》等科幻電影系列的模型玩具，其中六七十個更是1:1款式，還有多套集齊《星球大戰》演員簽名的原版菲林。 2010年3月，古天樂在太古城中心舉辦“古天樂電影人物模型珍藏展”，善款所得撥捐聯合國兒童基金會及古天樂慈善基金。
除玩具收藏外，古天樂的愛好還有攝影、賽車、潛水、漫畫、電子遊戲、收藏手錶及眼鏡等，目前最大的興趣是表演，以及電影。

### 心願理想
古天乐在其自传《寻乐记》中回忆，因为儿时父母管教严厉，少与外人接触，故儿时心愿是“朋友”。古天乐儿时理想是当警察或服装设计师。
入行初期，在媒体采访时表示心愿有“與米高積遜合作”、“面对生命中的困难”、“做李嘉诚第二”。
2000年，古天乐接受《明报周刊》采访时表示理想是希望有个温暖的家，结婚，生个孩子，不用太复杂，简简单单就好。
2009年，古天乐接受湖南卫视《背后的故事》采访时表示心願之一是拍攝香港的科幻電影，收购科幻及漫威电影模型是为了研究其设计构造。古天乐一直為此籌備，先后购入多个电脑特效、特效化妆、后期制作公司。其參與策劃、投資及主演的科幻電影《明日戰記》（原名《矛盾戰爭》）已经于2022年上映，在中国上映九天票房已突破3亿
2014年，古天乐接受《镜周刊》采访时表示想有家庭，但喜欢做事多过放假，没时间谈情。

### 膚色之謎
古天樂入行時形象白皙清秀，出演了多部武俠劇，也會在時裝劇中出演富家子弟、斯文男士等角色。他在夏天容易曬黑，故也能在《旺角的天空2之男燒衣》等電影中飾演古惑仔角色。1997年開始持續曬太陽及曬燈來保持古銅色皮膚，並健身及剪短髮，轉為型男硬漢形象。2001年至2004年，曾留中長髮以便於拍攝愛情喜劇及進行歌手活動。2005年，古天樂為拍電影《黑社會》短暫恢復白皙膚色。
古天樂數次在採訪中澄清聽風水師指點而曬黑的傳聞，表示曬黑是因為不想化妝，而且自己喜歡黑皮膚形象。

### 媒體
2000年至2001年古天樂走紅後，曾備受各種緋聞、負面新聞及虛假新聞的困擾，故採取「不回應」的回應方式。至今其接受採訪時仍有三大名句「感情事不回應」、「不是事實不回應」、「他人事不回應」，此外對電影投資及慈善事業也不做回應。

## 健康
古天樂出生時不是順產，腦部缺氧，加上在參加中五畢業典禮當天遭遇車禍，被一輛客貨車撞飛幾米遠，因而腦內積有淤血，有時候坐在那裡不知道為什麼就定格，甚至有五六秒看不見，畫面里只有光。幼年時不知是病，到十幾歲才發現這個問題，經過長期服藥後好轉。但仍遺留有輕度「失憶」問題，有時記不得合作的女演員，但對劇本對白記憶力特別好。他表示這個病症並未給自己帶來困擾，反而覺得是上天給他的禮物，因為開心的和不開心的都會很快忘記，少受情緒干擾，拍戲也不會有很大壓力。
古天樂2、3歲時由父親抱著騎馬，因拍照時閃光燈驚嚇到馬匹，墮馬後被馬蹄踏中頭。至今對騎馬仍有心理陰影。
2001年，古天樂拍攝電視劇《尋秦記》期間反復生病（同年年尾謝霆鋒在頒獎典禮上獲頒獎狀因支氣管有問題未能演唱得獎歌曲），包括感冒、肺炎、腸胃炎等，二度入院治疗，最嚴重時住院治療十余天。《尋秦記》拍攝完畢後古天樂宣佈五年內不拍電視劇。
2010年8月，古天樂拍攝電影《倩女幽魂》動作戲份時右腿十字韌帶斷裂，後行手術治療。
2011年11月，古天樂不慎於家中樓梯跌下，右腿十字韌帶再次斷裂。
2017年10月，古天樂拍攝電影《真．三國無雙》時右眼被武器所傷，眼球破裂縫合八針。
2017年11月，古天乐椎间盘移位旧伤复发。
2018年11月，古天乐在活动上坦言，其实在近一两年来，就发现颈部疼痛，甚至严重到十只手指出现麻痹的状况，但他迟迟未有就医，“生日两天后24日就发现颈椎移位1公分，压住了神经线，两天内就决定去美国做大手术，将我C5、C6颈部的那两节骨头变成钛金属。”古天乐称这是自己第一次在身上动刀，其实先前医生曾建议他可以靠药物和做物理治疗医治，“但我觉得要拍戏，很难持续一直去做物理治疗，所以决定一劳永逸解决它，而且这次发作真的很痛，有8-10级痛，所以决定一次解决。”被问及之后是否会影响演艺工作，他则表示其实休息6至8个星期就会好，半年后就可以完全痊愈，所以并不会有太大影响。

## 個人生活
目前單身。

## 其它
2012年11月8日，古天樂在香港星光大道留下簽名手印，以掌印在星光大道的順序排序為106。
2018年楊光宇以古天樂（Kootinlok）命名55382號小行星，表揚他的演藝成就及低調慈善捐獻。
2018年7月19日起，香港藝術中心內電影院由古天樂創辦之電影公司天下一電影接手贊助，並正式命名為「古天樂電影院」（Louis Koo Cinema）。
2018年8月26日，古天樂獲第十六屆世界傑出華人獎。
2021年2月，生態學術期刊《世界生態學》刊登學術文章《中國四川省叉襀屬（襀翅目：叉襀科）一新種》，記述採自中國西南地區甘孜藏族自治州的叉襀科新種"胡古叉襀"(Nemoura hugekootinlokorum Wang & Meng, sp. nov.)，該物種是為致敬著名演員胡歌(Hu Ge)、古天樂(Koo Tin-lok)而命名，藉以感謝他們對中國西部山區環境保護與基礎教育事業的貢獻。
2021年4月16日，古天樂獲頒授香港演藝學院榮譽院士。

## 演出作品

### 電影
| 年份   | 片名                 | 角色                   | 导演                   | 備註 | 香港票房      |
| ------ | -------------------- | ---------------------- | ---------------------- | --- | ------------- |
| 1994年 | 重案實錄O記          | 阿東手下               | 黃志強                 | 台譯：重案實錄                                                                                           | HK$8,097,981  |
| 1994年 | 男兒當入樽           | -                      | 霍耀良、袁锦麟         | 客串 | HK$3,147,159  |
| 1996年 | 玩火                 | 陳武男                 | 霍耀良                 | 第一部主演電影                                                                                           | HK$1,760,925  |
| 1996年 | 旺角的天空之2男燒衣  | 阿榮                   | 刘鸿泉                 | | HK$2,853,580  |
| 1996年 | 龍虎缽蘭街           | 阿龍                   | 鄧衍成                 | | HK$6,371,665  |
| 1997年 | 陰陽路               | Ken                    | 邱礼涛、郑伟文等       | | HK$5,965,850  |
| 1997年 | 陰陽路之我在你左右   | 琛仔                   | 邱礼涛                 | | HK$6,549,120  |
| 1998年 | 陰陽路之升棺發財     | 鄭力                   | 邱礼涛                 | | HK$5,730,755  |
| 1998年 | 職業大賊             | 江幫辦                 | 唐偉成                 | 又名《省港双雄》                                                                                         | HK$490,250    |
| 1998年 | 陰陽路4與鬼同行      | 阿榮                   | 邱礼涛                 | | HK$4,420,030  |
| 1998年 | 極度重犯             | 李當                   | 林岭东                 | | HK$4,501,110  |
| 1998年 | 邪教檔案之末日風暴   | 陳岳                   | 黎继明                 | | HK$2,693,535  |
| 1999年 | 甜言蜜語             | 金水                   | 赵崇基                 | 杜琪峯监制                                                                                               | HK$1,498,075  |
| 1999年 | 賊公子               | Raymond                | 刘观伟                 | | HK$708,154    |
| 1999年 | 陰陽路五之一見發財   | 林中發                 | 邱礼涛                 | | HK$3,141,135  |
| 1999年 | 陰陽路6之凶週刊      | 阿澤                   | 邱礼涛                 | | HK$2,520,767  |
| 1999年 | 爆裂刑警             | 梁能仁                 | 叶伟信                 | 入围亚太影展                                                                                             | HK$2,193,045  |
| 1999年 | 新家法               | David                  | 郑伟文                 | | HK$3,501,810  |
| 1999年 | 龍在邊緣             | 志成                   | 霍耀良                 | | HK$8,313,482  |
| 1999年 | 夜叉                 | 唐晓泰                 | 邱礼涛                 | （反派角色）                                                                                             | HK$1,228,689  |
| 1999年 | 監獄風雲 少年犯      | 阿Sam（客串            |                        | | HK$275,205    |
| 2000年 | 陰陽路柒撞到正       | 阿樂                   | 南燕                   | | HK$524,983    |
| 2000年 | 中華賭俠             | 阿酷                   | 王晶                   | | HK$7,300,184  |
| 2000年 | Bad Boy特攻          | 沈焦積（Jack Shum）    | 葉偉民                 | | HK$7,266,815  |
| 2001年 | 蜀山傳               | 丹辰子                 | 徐克                   | | HK$11,760,748 |
| 2001年 | 野獸之瞳             | 賀瞳                   | 梁栢堅                 | | HK$1,294,585  |
| 2001年 | 絕世好Bra            | Wayne                  | 陳慶嘉、梁栢堅         | | HK$18,502,479 |
| 2002年 | 絕世好B              | Wayne                  | 陳慶嘉、梁栢堅         | | HK$19,021,894 |
| 2002年 | 嚦咕嚦咕新年財       | 天樂                   | 杜琪峯、韋家輝         | | HK$19,218,759 |
| 2002年 | 乾柴烈火             | Ryan Li                | 葉偉信                 | | HK$13,112,593 |
| 2002年 | 當男人變成女人       | 地獄使者               | 刘伟强、葉伟信         | 客串 | HK$1,403,850  |
| 2002年 | 我家有一隻河東獅     | 陳季常                 | 馬偉豪                 | 中國名《河東獅吼》                                                                                       | HK$11,930,124 |
| 2003年 | 百年好合             | 洪飛虎                 | 杜琪峯、韋家輝         | | HK$24,726,283 |
| 2003年 | 戀上你的床           | 高志強                 | 陳慶嘉、梁栢堅         | | HK$19,952,814 |
| 2003年 | 失憶𠝹女王           | 阿當                   | 馬楚成                 | 中國名《我的失忆男友》                                                                                   | HK$9,194,834  |
| 2003年 | 豪情                 | Andy                   | 林超賢、陳慶嘉         | 兼任監製                                                                                                 | HK$8,279,733  |
| 2003年 | 忘不了               | 阿文                   | 爾冬陞                 | | HK$15,494,587 |
| 2004年 | 鬼馬狂想曲           | 傑                     | 韋家輝                 | | HK$25,244,771 |
| 2004年 | 戀情告急             | 王啟明                 | 林超賢、陳慶嘉         | | HK$11,290,017 |
| 2004年 | 柔道龍虎榜           | 司徒寶                 | 杜琪峯                 | 第61屆威尼斯影展非競賽單元                                                                               | HK$8,231,079  |
| 2005年 | 黑社會               | 李家源（Jimmy仔）      | 杜琪峯                 | 入圍第58屆康城影展主競賽單元，國內名《龍城歲月》                                                         | HK$15,895,622 |
| 2006年 | 黑社會以和為貴       | 李家源（Jimmy仔）      | 杜琪峯                 | 第59屆康城影展非競賽單元                                                                                 | HK$13,577,947 |
| 2006年 | 寶貝計劃             | 百達通                 | 陳木勝                 | 第63屆威尼斯影展展映                                                                                     | HK$23,447,27  |
| 2007年 | 生日快樂             | 顧小南                 | 馬楚成                 | 张艾嘉编剧                                                                                               | HK$7,482,15   |
| 2007年 | 門徒                 | 阿芬丈夫               | 爾冬陞                 | 提名香港電影金像獎、台湾電影金马獎最佳男配角（反派角色）                                                 | HK$26,530,848 |
| 2007年 | 導火線               | 華生                   | 葉偉信                 | 前名《破軍》                                                                                             | HK$9,016,184  |
| 2007年 | 鐵三角               | 彭輝                   | 杜琪峯、徐克、林嶺東   | 第60屆康城影展非竞赛单元                                                                                 | HK$5,458,399  |
| 2008年 | 一個好爸爸           | 李天恩                 | 張艾嘉                 | 提名香港電影金像獎、台湾電影金马獎最佳男主角                                                             | HK$6,794,266  |
| 2008年 | 保持通話             | 阿邦                   | 陳木勝                 | | HK$13,646,886 |
| 2009年 | 家有囍事2009         | 曹迪克                 | 谷德昭                 | | HK$24,655,932 |
| 2009年 | 竊聽風雲             | 楊真                   | 麥兆輝、莊文強         | 提名香港電影評論學會大獎最佳男演員                                                                       | HK$15,452,595 |
| 2009年 | 大內密探靈靈狗       | 靈靈狗                 | 王晶                   | | HK$8,799,67   |
| 2009年 | 意外                 | 何國輝                 | 鄭保瑞                 | 前名《暗殺》，入圍第66屆威尼斯影展主競賽單元（反派角色）                                                 | HK$5,358,322  |
| 2009年 | 撲克王               | 張人杰                 | 陳慶嘉、秦小珍         | | HK$8,303,94   |
| 2010年 | 花田囍事2010         | 蒼海                   | 黃百鳴、邱禮濤         | | HK$15,544,97  |
| 2010年 | 鎗王之王             | 關友博                 | 爾冬陞                 | （反派角色）                                                                                             | HK$7,150,086  |
| 2010年 | 一路有你             | 許城亮                 | 趙崇基                 | | HK$369,712    |
| 2011年 | 最強囍事             | 沈美（Sammy）          | 陳慶嘉、秦小珍         | | HK$20,321,315 |
| 2011年 | 神奇俠侶             | 聶歡                   | 谷德昭                 | 陈可辛监制                                                                                               | HK$8,220,252  |
| 2011年 | 單身男女             | 張申然（Sean）         | 杜琪峯                 | | HK$12,302,950 |
| 2011年 | 聊齋之倩女幽魂       | 燕赤霞                 | 葉偉信                 | | HK$4,344,324  |
| 2011年 | 竊聽風雲2            | 何智強                 | 麥兆輝、莊文強         | | HK$24,010,055 |
| 2011年 | 開心魔法             | 古新月                 | 葉偉信                 | 友情客串                                                                                                 | HK$3,033,81   |
| 2012年 | 八星抱喜             | 彭堅                   | 陳慶嘉、秦小珍         | | HK$12,105,232 |
| 2012年 | 高海拔之戀II         | 劉柏謙（Michael）      | 杜琪峯                 | | HK$8,988,529  |
| 2013年 | 毒戰                 | 蔡添明                 | 杜琪峯                 | （反派角色）                                                                                             | HK$4,969,245  |
| 2013年 | 逃出生天3D           | 阿强                   | 彭氏兄弟               | | HK$20,333,828 |
| 2013年 | 掃毒                 | 蘇建秋                 | 陳木勝                 | 提名香港電影金像獎最佳男主角，罗马电影节闭幕电影                                                         | HK$31,938,819 |
| 2014年 | 六福喜事             | 古天樂                 | 谷德昭                 | 客串 | HK$18,160,327 |
| 2014年 | 金雞SSS              | 江門古天樂             | 鄒凱光                 | 客串 | HK$41,277,620 |
| 2014年 | 豪情3D               | 長崎直樹               | 李公樂                 | 監製及客串                                                                                               | HK$16,070,641 |
| 2014年 | 香港仔               | 鄭偉滔                 | 彭浩翔                 | 中國大陸名《人間·小團圓》                                                                                | HK$8,330,574  |
| 2014年 | 竊聽風雲3            | 羅永就                 | 麥兆輝、莊文強         | | HK$23,905,854 |
| 2014年 | Z風暴                | 陸志廉（William）      | 林德祿                 | 中國大陸名《反貪風暴》                                                                                   | HK$9,226,534  |
| 2014年 | 單身男女2            | 張申然（Sean）         | 杜琪峯                 | | HK$12,078,132 |
| 2015年 | 浮華宴               | 賈探員                 | 黃百鳴、邱禮濤         | 中國大陸名《神探駕到》                                                                                   | HK$4,673,759  |
| 2015年 | 衝上雲霄             | 張春亮（Branson）      | 葉偉信、鄒凱光         | | HK$21,634,135 |
| 2015年 | 12金鴨               | Rocky（過兒）          | 鄒凱光                 | 客串 | HK$24,304,550 |
| 2015年 | 五個小孩的校長       | 謝永東                 | 關信輝                 | 中國大陸名《可愛的你》                                                                                   | HK$46,729,492 |
| 2015年 | 殺破狼2              | 洪文剛（洪爺）         | 鄭保瑞                 | 特別出演（反派角色）                                                                                     | HK$13,542,522 |
| 2015年 | 巴黎假期             | 林俊傑                 | 阮世生                 | | HK$1,332,668  |
| 2015年 | 迷城                 | 郭天民                 | 林嶺東、錢文錡         | | HK$4,722,878  |
| 2016年 | 三人行               | 陳偉樂                 | 杜琪峯                 | | HK$1,932,297  |
| 2016年 | 封神傳奇             | 申公豹                 | 許安                   | | HK$2,101,903  |
| 2016年 | 使徒行者             | 邵志朗（少爺）         | 文偉鴻                 | | HK$10,982,286 |
| 2016年 | 危城                 | 曹少璘                 | 陳木勝                 | （反派角色）                                                                                             | HK$10,282,450 |
| 2016年 | S風暴                | 陸志廉（William）      | 林德祿                 | 中國大陸名《反貪風暴2》                                                                                  | HK$8,744,449  |
| 2017年 | 毒。誡               | 哈雷                   | 劉國昌                 | 特别出演                                                                                                 | HK$3,619,127  |
| 2017年 | 喵星人               | 吳守龍                 | 陳木勝                 | | HK$2,933,382  |
| 2017年 | 殺破狼·貪狼          | 李忠志                 | 葉偉信                 | 榮獲第12屆亞洲電影大獎最佳男主角 榮獲香港電影導演會年度大獎最佳男主角 榮獲第37屆香港電影金像獎最佳男主角 | HK$7,818,395  |
| 2017年 | 常在你左右           | Sam                    | 邱禮濤                 | | HK$4,226,606  |
| 2018年 | 脫皮爸爸             | 田力行                 | 司徒慧焯               | 入圍第29屆東京電影節主競賽單元                                                                           | HK$261,788    |
| 2018年 | L風暴                | 陸志廉（William）      | 林德祿                 | 中國大陸名《反贪风暴3》                                                                                  | HK$17,552,756 |
| 2018年 | 武林怪獸             | 封四海                 | 劉偉強                 | 香港在2019年1月上映                                                                                      | HK$502,812    |
| 2019年 | 家和萬事驚           | 王小財                 | 邱禮濤                 | | HK$1,495,988  |
| 2019年 | P風暴                | 陸志廉（William）      | 林德祿                 | 中國大陸名《反贪风暴4》                                                                                  | HK$17,945,018 |
| 2019年 | 追龍II：賊王         | 何天                   | 王晶、關智耀           | | HK$9,244,644  |
| 2019年 | 掃毒2天地對決        | 馮振國（地藏）         | 邱禮濤                 | （反派角色）                                                                                             | HK$24,926,616 |
| 2019年 | 使徒行者2：諜影行動  | 井進賢                 | 文偉鴻                 | | HK$9,427,834  |
| 2019年 | 犯罪現場             | 汪新元                 | 馮志強                 | | HK$7,059,192  |
| 2020年 | 打噴嚏               | 閃電怪客               | 柯孟融、戚家基         | 客串，由於本片在中國大陸無法上映，古天樂並未參與本片任何宣傳。                                           | HK$1,183,427  |
| 2021年 | 總是有愛在隔離       | 防疫行動組組長         |                        | | HK$792,671    |
| 2021年 | 真·三國無雙          | 呂布                   | 周顯揚                 | （反派角色）                                                                                             | HK$6,512,924  |
| 2021年 | 金錢帝國：追虎擒龍   | 陈克                   | 王晶、許悅銘           | | HK$4,097,079  |
| 2021年 | 梅艷芳               | 劉培基                 | 梁樂民                 | | HK$62,520,223 |
| 2021年 | G風暴                | 陸志廉（William）      | 林德祿                 | 中國大陸名《反贪风暴5》                                                                                  | HK$5,982,735  |
| 2022年 | 倚天屠龍記之九陽神功 | 張翠山                 | 王晶                   | 網絡首播                                                                                                 | 不適用        |
| 2022年 | 闔家辣               | 孫仔                   | 鄭晉軒                 | 客串 | HK$32,708,642 |
| 2022年 | 明日戰記             | 泰來                   | 吳炫輝                 | 兼任監製，前名《矛盾戰爭》                                                                               | HK$81,947,016 |
| 2022年 | 飯戲攻心             | 古天樂                 | 陳詠燊                 | 客串 | HK$77,607,932 |
| 2023年 | 掃毒3人在天涯        | 歐志遠／麥振榮         | 邱禮濤                 | |               |
| 2023年 | 暗殺風暴             | 黃少平／袁志邦／刀疤七 | 邱禮濤                 | （反派角色）                                                                                             |               |
| 2024年 | 九龍城寨之圍城       | 龍捲風                 | 鄭保瑞                 | |               |
| 2024年 | 加菲貓：農場大冒險   | 不適用                 | 馬克·汀戴爾            | 執行製片人                                                                                               |               |
| 2025年 | 惡行之外             | 樂一言                 | 郭文奇                 | |               |
| 2025年 | 臨時決鬥             | 鍾磊                   | 麥啟光                 | |               |
| 2025年 | 送院途中             | 馬志業                 | 卓韻芝                 | |               |
| 2025年 | 不赦之罪             | 不適用                 | 林善、譚善揚           | 出品人                                                                                                   |               |
| 2025年 | 私家偵探             | 歐陽偉業               | 李子俊、周汶儒         | |               |
| 2025年 | 風林火山             | -                      | 麥浚龍                 | |               |
| 待上映 | 尋秦記               | 項少龍                 | 吳炫輝、黎震龍         | 無綫電視劇《尋秦記》續篇                                                                                 |               |
| 待上映 | 滅相                 | -                      | 黃柏基                 | |               |
| 待上映 | 一線生機             |                        | 黎兆鈞、施柏林、劉永泰 | |               |
| 待上映 | 誰變走了大佛         |                        | 葉偉信                 | |               |
| 待上映 | 偵戰                 |                        | 孔令政                 | |               |
| 待上映 | 守闕者               |                        | 唐唯瀚                 | |               |

### 電視劇（無綫電視）
| 首播   | 劇名             | 角色          | 備註         |
| ------ | ---------------- | ------------- | ------------ |
| 1994年 | 婚姻物語         | 華青浩        | 配角         |
| 1994年 | 阿Sir早晨        | 陸建材        | 配角         |
| 1994年 | 餐餐有宋家       | 宋貴          | 處境劇       |
| 1995年 | 神鵰俠侶         | 楊過          |              |
| 1996年 | 天地男兒         | 葉承康        |              |
| 1997年 | 圓月彎刀         | 丁鵬          |              |
| 1997年 | 大刺客之煙花殺手 | 煙花          |              |
| 1997年 | 廉政追緝令       | 方卓文/李勝文 |              |
| 1997年 | 美味天王         | 喬柏高        |              |
| 1998年 | 乾隆大帝         | 四皇子弘曆    |              |
| 1998年 | 烈火雄心         | 劉海柏        |              |
| 1999年 | 寵物情緣         | 戴展碩        |              |
| 1999年 | 刑事偵緝檔案IV   | 徐飛          |              |
| 1999年 | 創世紀           | 張自力(Nick)  | 客串         |
| 2000年 | 創世紀II天地有情 | 張自力(Nick)  | （反派角色） |
| 2001年 | 尋秦記           | 項少龍        |              |

### 电影配音
| 首播   | 片名             | 角色     | 備註                 |
| ------ | ---------------- | -------- | -------------------- |
| 2001年 | 人狼             | 伏一貴   | 日本动画电影         |
| 2002年 | 黑俠2            | 荊棘刺客 | 导演徐克             |
| 2004年 | 樂一通反斗特攻隊 | DJ       | 美国动画真人混合电影 |
| 2006年 | 沖出水世界       | 洛迪     | 美国动画电影         |
| 2006年 | 龍虎門           | 火雲邪神 | 导演葉偉信           |
| 2014年 | 西游记之大闹天宫 | 旁白     | 导演郑保瑞           |

### 微電影
| 首播 | 片名             | 角色       | 備註                                                                            |
| ---- | ---------------- | ---------- | ------------------------------------------------------------------------------- |
| 2001 | 窗內閃爍的音符   | 石仔       | 導演邓一君，實驗電影，片長45分鐘，鄭秀文聯合主演                                |
| 2002 | 當飄雪戀上聖誕樹 |            | 楊千嬅音樂特輯                                                                  |
| 2003 | 緣份咖啡室       |            | 古天樂音樂特輯，李心潔聯合主演                                                  |
| 2003 | 爱在阳光下       | 厨师       | 艾滋公益宣传片，導演刘德华，监制杜琪峰                                          |
| 2005 | 自行我路         | 阿樂       | 百事可樂贊助第29届香港国际电影节揭幕片，導演杜琪峰                              |
| 2010 | 火星             | 古天樂     | 百事可樂微電影-百事我創（古天樂兼任编導、剪輯）                                 |
| 2012 | 把樂帶回家       | 國立友     | 百事可樂賀歲廣告                                                                |
| 2014 | 把樂帶回家       | 暫代新店長 | 百事可樂賀歲微電影-把乐带回家:人情篇                                            |
| 2014 | 誰是你的菜       | 食神       | 百事可樂樂事微電影-誰是你的菜系列:1天堂篇 2小米椒篇 3小蜜瓜篇 4豆豉蝦篇 5芝士篇 |
| 2015 | 把樂帶回家       | 古天樂     | 百事可樂賀歲廣告-把樂帶回家:母親郵包眾籌微公益                                  |
| 2015 | 幸福夢           | -          | 富豪酒店微电影，陈慧琳联合主演                                                  |
| 2016 | 樂·逆轉          | 古天樂     | JOHNNIE WALKER微电影                                                            |

### 广播剧
| 首播   | 劇名                   | 角色     | 備註           |
| ------ | ---------------------- | -------- | -------------- |
| 1999年 | -                      | 阿樂     | 娛樂滿天愛情劇 |
| 2000年 | 巴士上的初戀           | 巴士司機 | 樂天校園劇場   |
| 2000年 | 誰愛上家政老師         | 古龍     | 樂天校園劇場   |
| 2000年 | 愛，不敢愛             | 阿樂     | 樂天校園劇場   |
| 2000年 | 同窗要愛               | 阿樂     | 樂天校園劇場   |
| 2000年 | 右邊膊頭的戀愛         | 哥哥     | 香港新城電台   |
| 2000年 | 殺科戲                 | 尚一智   | 香港新城電台   |
| 2001年 | 出租男人               | 范港生   | 香港新城電台   |
| 2001年 | 靈幻搜奇之夢           | -        | 香港商業電台   |
| 2001年 | 靈幻搜奇之名人驚慌夜談 | -        | 香港商業電台   |
| 2001年 | 尋覓3/4世紀幸福鑽環    | 第五少   | 香港新城電台   |
| 2004年 | 小木偶冰上奇遇記       | -        | 香港新城電台   |

### 電視特輯
- 2000年:  《無煙草-煙飛煙滅》（導演張國榮，禁煙宣傳片）
- 2005年：《百事慈善之旅》－ 甘肅蘭州行（百事可樂電視特輯，兼任第4集《缘·水·诺》编导）
- 2008年：《聯合國兒童基金會：尼泊爾的孩子》

### TVB巡禮劇
僅拍攝巡禮劇，未正式拍攝劇集
- 2000年：《七月七日七姐妹》、《張保仔》
- 2001年：《高危分子》
- 2002年：《戀愛猜情尋》、《血薦軒轅》
- 2003年：《鬼迷心竅》
- 2004年：《妙手仁心III》

### 音樂MV
- 周慧敏 : 心軟
- 陳松齡 : 溫馨不再Sans Amour、牽掛
- 楊千嬅 : E714342、簡愛
- 邓丽欣 : 酒窝与燕窝（兼任编剧、导演，刘若英共同出演）
- 田蕊妮 : 不傷人

### 卡拉OK
- 王　菲：如風、有緣的話
- 黎　明：夏日傾情、情歸落泊、愛情影畫戲
- 劉德華：情人Happy Birthday
- 王馨平：寒冰
- Beyond：海闊天空
- 周慧敏：戀曲Sha la la
- 張學友：祇想一生跟你走、我與你、最後一封信、生命的插曲
- 張學友、黎瑞恩：長流不息
- 許志安、鄭秀文：其實你心裡有沒有我
- 陳慧嫻：夜機、最後的纏綿、Jealousy、Dancing Boy、秋色
- 鄭嘉穎：全因身邊有你
- 鄧麗君：踏雪尋梅
- 譚詠麟：無名份的結束、情是永遠著迷
- 姜育恒：哭過笑過愛過
- 李克勤：只懂得對你好
- 黎姿：你是明日意義
- 黎瑞恩：自動消失lonely day
- 風采姐妹：桃花江
- 劉文正：遲到
- 裘海正：我不是真的醉
- 鍾鎮濤、鄺美雲：仍然心在想你
- 童安格：陪你走一程
- 張信哲：愛如潮水
- 關淑怡：不綁線的風箏
- 草蜢：原諒我是我、隨時見你隨時愛你
- 杜德偉：情難定
- 劉小慧：永遠的心痛
- 溫拿：小島夢
- 凌波：送情郎

## 音樂作品

### 個人唱片
| 專輯 # | 專輯名稱           | 專輯類型 | 發行公司 | 發行日期       | 曲目 |
| ------ | ------------------ | -------- | -------- | -------------- | --- |
| 1st    | 男朋友             | EP       | 華星唱片 | 2000年1月      | 曲目 1. 男朋友 2. 擔正 3. 天真 4. 並肩同行 5. 宇宙無限（梁漢文/古天樂） 6. 像我這一種男人 |
| 1st    | 男朋友（平裝版）   | EP       | 華星唱片 | 2000年6月      | 曲目 1. 我沒有女友 2. 男朋友 3. 擔正 4. 天真 5. 並肩同行 6. 宇宙無限（梁漢文/古天樂） 7. 像我這一種男人 |
| 2nd    | 今期流行           | 大碟     | 華星唱片 | 2000年9月1日   | 曲目 CD 1. 今期流行 2. 夾心威化 3. 新手戀愛 4. 杯麵 5. 放任天堂 6. 我是你的天秤 7. 一眼驚喜（古天樂/李彩樺） 8. 配樂 9. 今期流行（T Mix By Dj Tommy） 10. 夾心威化（Rock The Best Mix By DJ Tommy） 11. 一眼驚喜（Snow Mix） 12. 朋友說（國語） VCD 1. EPSON Stylus Photo 720 電視廣告 2. EPSON 數碼相機篇：生死一線 3. EPSON 打印機篇：微妙二角 4. EPSON 掃描器篇：夢裡情緣 5. The Making of ...EPSON 我的色彩生活日記 6. 一眼驚喜MTV（古天樂/李彩樺） |
| 2nd    | 今期流行（第二版） | 大碟     | 華星唱片 | 2000年10月16日 | 曲目 1. 今期流行 2. 夾心威化 3. 新手戀愛 4. 杯麵 5. 放任天堂 6. 我是你的天秤 7. 一眼驚喜（古天樂/李彩樺） 8. 配樂 9. 今期流行（T Mix By Dj Tommy） 10. 夾心威化（Rock The Best Mix By DJ Tommy） 11. 一眼驚喜（Snow Mix） 12. 朋友說（國語） |
| 3rd    | 樂天               | EP       | 華星唱片 | 2001年10月15日 | 曲目 1. 樂天 2. 隨便你點 3. 寂寞大盜 4. 代糖 5. 醒來（國語） 6. 我願愛 7. 天命最高 |
| 3rd    | 樂天 AVCD          | EP       | 華星唱片 | 2001年11月9日  | 曲目 1. 電腦檔案,不能播放 (computer data, not playable) 2. 樂天 ...the making of 3. 樂天（music video） 4. 樂天 5. 隨便你點 6. 寂寞大盜 7. 代糖 8. 醒來（國語） 9. 我願愛 10. 天命最高 |
| 4th    | Mr. Cool           | EP       | 大國文化 | 2003年5月31日  | 曲目 1. Computer Data Not Playable 2. Mr.Cool（MV） 3. Mr.Cool 4. 吻得到 愛不到 5. 愛講靈感 6. 暗戀王（相思河畔） 7. 頭文字K 8. Mr.Cool（Hot Mix） 9. 頭文字K Mix |
| 4th    | Mr. Cool（第二版） | EP       | 大國文化 | 2003年10月18日 | 曲目 1. Computer Data Not Playable 2. Mr.Cool（MV） 3. 吻得到 愛不到（MV） 4. Mr.Cool 5. 吻得到 愛不到 6. 愛講靈感 7. 妳美麗我高貴 8. 暗戀王（相思河畔） 9. 沒破綻的句點 10. 頭文字K 11. Mr.Cool（Hot Mix） 12. 頭文字K Mix |

### 單曲
- 2000年：《萬語千言》(2000 國際獅子會世界視覺日主題曲)--古天樂／楊千嬅合唱
- 2006年：《藍色的緣份》（百事可樂廣告主題曲，国粤双语）
- 2006年：《爸媽的話》國語版(電影《寶貝計劃》主題曲)--古天樂／成龍／許冠文合唱
- 2006年：《同創夢想》--古天樂／羽泉合唱（国语，百事可乐推广曲）
- 2016年：《當年情》（翻唱自張國榮同名歌曲）--古天樂／古巨基合唱
- 2017年：《月亮代表我的心》（電影《殺破狼·貪狼》主題曲）--古天樂／吳樾合唱
- 2018年: 《(一個男人) 一個女人 和浴室》--古天樂(飾演藍定凌)／謝安琪(飾演浦銘心)合唱。
- 2019年: 《兄弟不懷疑》（電影《掃毒2天地對決》主題曲）——與劉德華合唱
- 2021年: 《講不出再見》（電影《G風暴》主題曲）——與張智霖、宣萱、張繼聰、謝天華、夏嫣、陳靜、張建聲、栢天男合唱

### 派台歌曲成績
| 派台歌曲上榜最高位置 | 派台歌曲上榜最高位置       | 派台歌曲上榜最高位置 | 派台歌曲上榜最高位置 | 派台歌曲上榜最高位置 | 派台歌曲上榜最高位置 | 派台歌曲上榜最高位置                     |
| -------------------- | -------------------------- | -------------------- | -------------------- | -------------------- | -------------------- | ---------------------------------------- |
| 唱片                 | 歌曲                       | 903                  | RTHK                 | 997                  | TVB                  | 備註                                     |
| 2000年               |                            |                      |                      |                      |                      |                                          |
| 男朋友               | 男朋友                     | 2                    | 3                    | 1                    | 2                    | 首支冠軍歌                               |
| 男朋友               | 像我這一種男人             | -                    | -                    | -                    | -                    | TVB電視劇《創世紀2天地有情》插曲         |
| 男朋友（平裝版）     | 我沒有女友                 | -                    | -                    | 4                    | -                    |                                          |
| 今期流行             | 今期流行                   | -                    | 8                    | 2                    | 4                    |                                          |
| 今期流行             | 杯麵                       | -                    | 17                   | -                    | -                    |                                          |
| 今期流行             | 我是你的天秤               | -                    | -                    | 6                    | -                    |                                          |
| 2001年               |                            |                      |                      |                      |                      |                                          |
|                      | 萬語千言                   | 14                   | -                    | -                    | -                    | 與楊千嬅合唱                             |
| 樂天                 | 樂天                       | -                    | -                    | 18                   | -                    |                                          |
| 2003年               |                            |                      |                      |                      |                      |                                          |
| Mr.Cool              | Mr. Cool                   | 18                   | 6                    | 3                    | 3                    |                                          |
| Mr.Cool              | 吻得到 愛不到              | -                    | 16                   | 8                    | 5                    |                                          |
| 2016年               |                            |                      |                      |                      |                      |                                          |
|                      | 當年情                     | -                    | -                    | -                    | -                    | 與古巨基合唱 翻唱張國榮作品              |
| 2018年               |                            |                      |                      |                      |                      |                                          |
| the album part one   | (一個男人) 一個女人 和浴室 | 6                    | -                    | 1                    | ×                    | 與謝安琪合唱                             |
| 2019年               |                            |                      |                      |                      |                      |                                          |
|                      | 兄弟不懷疑                 | -                    | -                    | 4                    | -                    | 與劉德華合唱 電影《掃毒2天地對決》主題曲 |

| 各台冠軍歌總數 | 各台冠軍歌總數 | 各台冠軍歌總數 | 各台冠軍歌總數 | 各台冠軍歌總數    |
| -------------- | -------------- | -------------- | -------------- | ----------------- |
| 903            | RTHK           | 997            | TVB            | 備註              |
| 0              | 0              | 2              | 0              | 四台冠軍歌總數：0 |

## 出版作品
| 年份     | 書名 |
| 出版书籍 | |
| 2002年   | 尋樂記（自傳）《Find Happiness》 -时报文化出版企业股份有限公司(台湾)出版                                       |
| 2008年   | 玩具大戰《Toys Battle》 -三联出版社出版                                                                        |
| 出版相册 | |
| 1995年   | 不羈的天空 － 寫真集 － 新象出版社社出版                                                                       |
| 1998年   | 擁抱 － 寫真集 － 鯨魚傳播股份有限公司出版                                                                     |
| 1999年   | 神鵰俠侶 － 寫真集 － 新象出版社出版                                                                           |
| 1999年   | 禮物 － 寫真集 － 量聲製作出版                                                                                 |
| 1999年   | 快樂《Present》－ 寫真集 － 量聲製作出版                                                                       |
| 2001年   | Cool － 寫真集                                                                                                 |
| 2003年   | Escape & Restless － 寫真集（與唱片《Mr Cool》一同發售）                                                       |
| 2005年   | Louis Trip to France Photo Album《Black And White》（For Fans Club Only, Not for Sale）                        |
| 2006年   | 古樂團私家相集《十口一大樂》 Louis Photo Album《Ten Mouths,One Big Laugh》（For Fans Club Only, Not for Sale） |

## 參與製作之作品
| 年份   | 作品                                           | 崗位       | 備註                             |
| 2003年 | 豪情                                           | 監製       | 電影 (兼演出)                    |
| 2005年 | 《百事慈善之旅》－ 甘肅蘭州行第4集《缘·水·诺》 | 編導       | 電視特輯 (兼演出)                |
| 2007年 | 酒窩與燕窩                                     | 編劇、導演 | MV (兼演出)                      |
| 2010年 | 火星                                           | 編導、剪輯 | 百事可樂微電影-百事我創 (兼演出) |
| 2014年 | 豪情3D                                         | 監製       | 電影 (兼客串)                    |
| 2021年 | 一家人大戰機械人                               | 執行監製   | 動畫 (於Netflix上架)             |
| 2021年 | 蜜熊仔維沃                                     | 執行監製   | 動畫                             |

## 荣誉

### 電影
| 年份   | 頒奬典禮                     | 獎項                                             | 影片作品                 | 結果 |
| 2007   | 第44屆金馬獎                 | 最佳男配角                                       | 《門徒》                 | 提名 |
| 2008   | 第27屆香港電影金像獎         | 最佳男配角                                       | 《門徒》                 | 提名 |
| 2008   | 第45屆金馬獎                 | 最佳男主角                                       | 《一個好爸爸》           | 提名 |
| 2009   | 第28屆香港電影金像獎         | 最佳男主角                                       | 《一個好爸爸》           | 提名 |
| 2009   | 第16屆香港電影評論學會大獎   | 最佳男演員                                       | 《竊聽風雲》             | 提名 |
| 2014   | 第33屆香港電影金像獎         | 最佳男主角                                       | 《掃毒》                 | 提名 |
| 2018   | 第12屆亞洲電影大獎           | 最佳男主角                                       | 《殺破狼·貪狼》          | 獲獎 |
| 2018   | 第12屆香港電影導演會年度大獎 | 最佳男主角                                       | 《殺破狼·貪狼》          | 獲獎 |
| 2018   | 第37屆香港電影金像獎         | 最佳男主角                                       | 《殺破狼·貪狼》          | 獲獎 |
| 2018   | 第7屆香港薩蘭托國際電影節    | Salento Cinema Actor Award                       |                          | 獲獎 |
| 2018   | 第10屆澳門國際電影節         | 最佳男主角                                       | 《反貪風暴3》(《L風暴》) | 提名 |
| 2019   | 第11屆澳門國際電影節         | 最佳男主角                                       | 《反貪風暴4》(《P風暴》) | 提名 |
| 2020   | 第39屆香港電影金像獎         | 最佳男主角                                       | 《犯罪現場》             | 提名 |
| 2022   | 第40屆香港電影金像獎         | 最佳男配角                                       | 《梅艷芳》               | 提名 |
| 2022   | 倫敦東亞電影節2022           | Outstanding Achievement Award 亞洲影壇傑出成就獎 | 《明日戰記》             | 獲獎 |
| 2022   | AEG 娛樂人氣王2022           | 最佳電影監製                                     | 《明日戰記》             | 獲獎 |
| 2022   | 第十四屆澳門國際電影節       | 最佳影片                                         | 《明日戰記》             | 獲獎 |
| 2022   | 第十四屆澳門國際電影節       | 最佳男主角                                       | 《明日戰記》             | 提名 |
| 2023   | 第29屆香港電影評論學會大獎   | 推薦電影                                         | 《明日戰記》             | 獲獎 |
| 2023   | 第36屆華鼎獎                 | 華語最佳影片                                     | 《明日戰記》             | 提名 |
| 2023   | 第36屆華鼎獎                 | 華語電影最佳男主角                               | 《明日戰記》             | 獲獎 |
| 2023   | 第41屆香港電影金像獎         | 最佳電影                                         | 《明日戰記》             | 提名 |
| 2023   | 紐約亞洲電影節2023           | 亞洲影壇非凡貢獻大獎                             |                          | 獲獎 |
| 2025年 | 第43屆香港電影金像獎         | 最佳男配角                                       | 《九龍城寨之圍城》       | 提名 |

### 電視
| 年份   | 頒獎典禮           | 獎項                                 | 劇集                 | 角色   | 結果 |
| 1998年 | 萬千星輝賀台慶1998 | 本年度我最喜愛的男主角（最佳男主角） | 《美味天王》         | 喬柏高 | 提名 |
| 1999年 | 1999年度壹電視大獎 | 魅力眼神藝人                         | 不適用               | 不適用 | 獲獎 |
| 1999年 | 萬千星輝賀台慶1999 | 本年度我最喜愛的男主角（最佳男主角） | 《刑事偵緝檔案IV》   | 徐飛   | 獲獎 |
| 2000年 | 2000年度壹電視大獎 | 十大電視藝人 第九位                  | 不適用               | 不適用 | 獲獎 |
| 2000年 | 萬千星輝賀台慶2000 | 本年度我最喜愛的電視角色             | 《創世紀II天地有情》 | 張自力 | 獲獎 |
| 2001年 | 2001年度壹電視大獎 | 十大電視藝人 第三位                  | 不適用               | 不適用 | 獲獎 |
| 2001年 | 2001年度壹電視大獎 | Police至入型入格藝人大獎             | 不適用               | 不適用 | 獲獎 |
| 2001年 | 萬千星輝賀台慶2001 | 本年度我最喜愛的電視角色             | 《尋秦記》           | 項少龍 | 獲獎 |
| 2001年 | 萬千星輝賀台慶2001 | 本年度我最喜愛的男主角（最佳男主角） | 《尋秦記》           | 項少龍 | 獲獎 |

### 音樂
| 年份   | 頒獎典禮                         | 獎項                                                           |
| 2000年 | 新城勁爆頒獎禮2000               | 新城勁爆歌曲《男朋友》                                         |
| 2000年 | 新城勁爆頒獎禮2000               | 新城勁爆新登場歌手                                             |
| 2000年 | 2000年度十大勁歌金曲頒獎典禮     | 最受歡迎新人獎（男歌星）金獎                                   |
| 2000年 | 第二十三屆十大中文金曲頒獎音樂會 | 最有前途新人獎（男歌手）銀獎                                   |
| 2000年 | 2000年勁歌金曲第一季季選         | 新星試打三屆台主《男朋友》                                     |
| 2003年 | 第五屆CCTV-MTV音樂盛典頒獎典禮   | 香港地區年度最受歡迎歌曲《Mr.Cool》                            |
| 2018年 | 新城勁爆頒獎禮2018               | 新城勁爆合唱歌曲《(一個男人) 一個女人 和浴室》（與謝安琪合唱） |
| 2018年 | 2018年度叱咤樂壇流行榜頒獎典禮   | 叱咤樂壇我最喜愛的男歌手                                       |

- 《(一個男人) 一個女人 和浴室》（與謝安琪合唱） -- 入圍《第 19 屆 CASH 金帆音樂獎》 CASH 最佳歌曲大獎、最佳合唱演繹
- 《兄弟不懷疑》（掃毒2天地對決, 與劉德華合唱） -- 入圍《第39屆香港電影金像獎》最佳原創電影歌曲

### 綜合及票選
| 年份          | 獎項名稱                                                                        |
| ------------- | ------------------------------------------------------------------------------- |
| 1999年        | 《君子雜誌》：「十大傑出衣著獎」、「千禧才智型男大獎」                          |
| 2002年        | 港台十大紅星2002頒獎禮 － 紅星獎                                                |
| 2002年        | 港台十大紅星2002頒獎禮 － 數碼焦點人物大獎                                      |
| 2003年        | 《CCTV》港臺地區「最具風格男演員獎」                                            |
| 2005年        | 《內地十二大城市》票選「最受歡迎男藝人」                                        |
| 2005年        | 《百事可樂》古天樂憑藉出色的演技和超高的人氣，成為「百事巨星」                  |
| 2006年        | UA全港觀眾至愛電影大賞2006 － 全港觀眾至愛电影男演員奖 《黑社會以和為貴》       |
| 2006年        | 2006 ELLE Style Awards 風格人物大賞 － 最具風格男演員獎                         |
| 2006年        | 演藝家年獎2006 － 我最喜愛男影星 銀獎                                           |
| 2007年        | 香港《Yahoo！》「搜尋人氣大獎」                                                 |
| 2007年        | 《個人蠟像》第1座個人蠟像落座「上海杜莎夫人蠟像館」                             |
| 2007年        | 《聯合國兒童基金會》委任為「聯合國兒童基金大使」                                |
| 2008年        | 第20屆大中華地區「十大傑出衣著人士大獎」                                        |
| 2009年        | 《聯合國兒童基金會》「愛心大使」                                                |
| 2010年        | 《百度娛樂沸點》2009年度最熱門港臺男演員獎                                      |
| 2010年        | 《Giga Sports》「完美型男之星獎」                                               |
| 2010年        | 《香港旅遊發展局》「2010香港繽紛冬日節」宣傳大使                                |
| 2011年        | 《Esquire 君子雜誌》：2011「娛樂革新者」獎                                      |
| 2011年        | 《中國移動》「我最喜愛男演員獎」                                                |
| 2012年        | TVB最受歡迎電視廣告大獎 最受歡迎男主角「三星GALAXY TAB—Help Koo」韓語篇         |
| 2012年11月8日 | 香港星光大道留下簽名手印                                                        |
| 2013年        | 《微博之星2013》：「微博給力男演員」、「2013微博影響力十大香港名人」            |
| 2014年        | 擔任第38屆香港國際電影節大使                                                    |
| 2014年        | 香港專業電影攝影師學會－最具魅力男演員                                          |
| 2014年        | 《Esquire》MAN AT HIS BEST Awards                                               |
| 2014年        | 《明周星級企業大獎》星級品牌男代言人獎                                          |
| 2014年        | 《微博之星2014》：「微博給力男主角」(單身男女2)、「微博十大香港娛樂名人」第五位 |
| 2015年        | 擔任第39屆香港國際電影節大使                                                    |
| 2015年        | TVB最受歡迎電視廣告大獎 最受歡迎男主角 Mannings - 萬寧強得幾多得幾多            |
| 2015年        | 2015上半年微博風雲榜－最具影響力十大香港名人 第七位                             |
| 2015年        | 全民投選電影金影獎 最令人難忘香港電影男角色(單身男女 張申然)                    |
| 2015年        | 《微博之星2015》：「微博給力男主角」(衝上雲霄)、「微博十大香港娛樂名人」第七位  |
| 2016年        | 擔任第40屆香港國際電影節大使                                                    |
| 2016年        | 2016上半年微博風雲榜－最具影響力十大香港娛樂名人 第六位                         |
| 2017年        | 擔任第41屆香港國際電影節大使                                                    |
| 2017年        | ELLE Style Awards 2017 - ELLE Man Award                                         |
| 2018年        | 擔任第42屆香港國際電影節大使                                                    |
| 2018年        | 微博之星2017: 微博給力電影男主角 (殺破狼·貪狼)                                  |
| 2018年        | movie6全民票選金像獎最佳男主角                                                  |
| 2018年        | 「金像同行HKFA Caring」大使                                                     |
| 2018年        | 第一屆全球大學電影獎大使                                                        |
| 2018年        | YAHOO搜尋人氣大獎2018：本地演員                                                 |
| 2018年        | YAHOO搜尋人氣大獎2018：亞洲人氣演員                                             |
| 2019年        | 香港專業電影攝影師學會－攝影師眼中最具魅力男演員                                |
| 2019年        | COSMOPOLITAN BEST OF THE BEST BEAUTY AWARDS 2019 - 我最喜愛品牌大使 Guerlain    |
| 2019年        | 2019年度電影頻道M榜——最佳反派演出（掃毒2天地對決、犯罪現場)                     |
| 2020年        | 第三屆Movie6全民票選電影大獎 最佳男主角 (掃毒2天地對決)                         |
| 2020年        | 香港電影我撐場 民選大獎2020 最撐男主角 (犯罪現場)                               |
| 2020年        | 微博星耀盛典2019: 微博年度影響力演員 (港台澳)                                   |
| 2021年        | 微博星耀盛典2020: 星耀年度影響力演員 (港台澳)、星耀名人堂（港澳台地區）         |
| 2022年        | AEG 娛樂人氣王2022：最佳電影監製《明日戰記》                                    |
| 2022年        | Yahoo! 搜尋人氣大獎2022：年度風雲人物                                           |
| 2022年        | Yahoo! 搜尋人氣大獎2022：頭100位熱搜本地男女藝人或組合                          |